# Romanèche-Thorins
Romanèche-Thorins è un comune francese di 1 865 abitanti situato nel dipartimento della Saona e Loira nella regione della Borgogna-Franca Contea.

## Società

### Evoluzione demografica
Abitanti censiti